# Rectimargipodisma medogensis
Rectimargipodisma medogensis är en insektsart som beskrevs av Zheng, Z., K. Li och Q. Wang 2004. Rectimargipodisma medogensis ingår i släktet Rectimargipodisma och familjen gräshoppor. Inga underarter finns listade i Catalogue of Life.